# Hayam Wuruk

Genealogía de la dinastía Rajasa.

Hayum Wurak, llamado a partir de su coronación en 1350 Rajasanagara (1334 - 1389), fue el cuarto emperador de Majapajit, miembro de la dinastía Rajasa, que gobernó los Estados de Singhasari y Majapajit. Durante su reinado, descrito en los textos históricos Nagarakretagama y Pararaton, el imperio alcanzó su máximo esplendor. En su época tuvo mucha influencia Gajamada, militar y consejero de Hayam Warak.

## Biografía
Su nombre significa Gallo Estudioso. Nació en 1334, hijo de Tribhuwana Wijayatunggadewi, emperatriz de Majapajit e hija de Raden Wijaya, el fundador del imperio, y Kertawardhana. Los textos coetáneos lo describen como apuesto, brillante, talentoso, excepcional en las artes marciales, la arquería y otras modalidades de lucha, y bueno en la música, la danza y otras artes.
En el año 1350 murió su abuela, Gayatri Rajapatni, consorte de Raden Wijaya. Tribhuwana, entonces, tuvo que abdicar en su hijo, pues había reinado bajo el auspicio de Rajapatni. Ese año Wurak subió al trono con 16 años, el mismo año en que su patih (consejero) Gajamada alcanzó las distinciones más altas en su carrera. Durante su reinado extendió el imperio más allá de los límites del archipiélago indonesio.
En 1357 quiso desposarse con Dyah Pitaloka Citraresmi, princesa del reino de Sonda, probablemente por motivos políticos, de manera que se generara una alianza entre ambos Estados. No obstante, una intriga terminó por arruinar la boda, que acabó con la muerte de la princesa y toda la familia real de Sonda. Años más tarde Wurak se casó con su prima Paduka Sori.
En el 1365 vio la luz el Nagarakretagama, elegía que habla de su reinado.
Tras la muerte de Hayum Wurak en 1389 el imperio entró en un periodo de caos a causa de disputas sucesorias, que devinieron en la guerra de Paregreg. Esto fue el principio de su declive.